# Tipula (Lunatipula) diacanthophora
Tipula (Lunatipula) diacanthophora is een tweevleugelige uit de familie langpootmuggen (Tipulidae). De soort komt voor in het Nearctisch gebied.